# Purschenstein

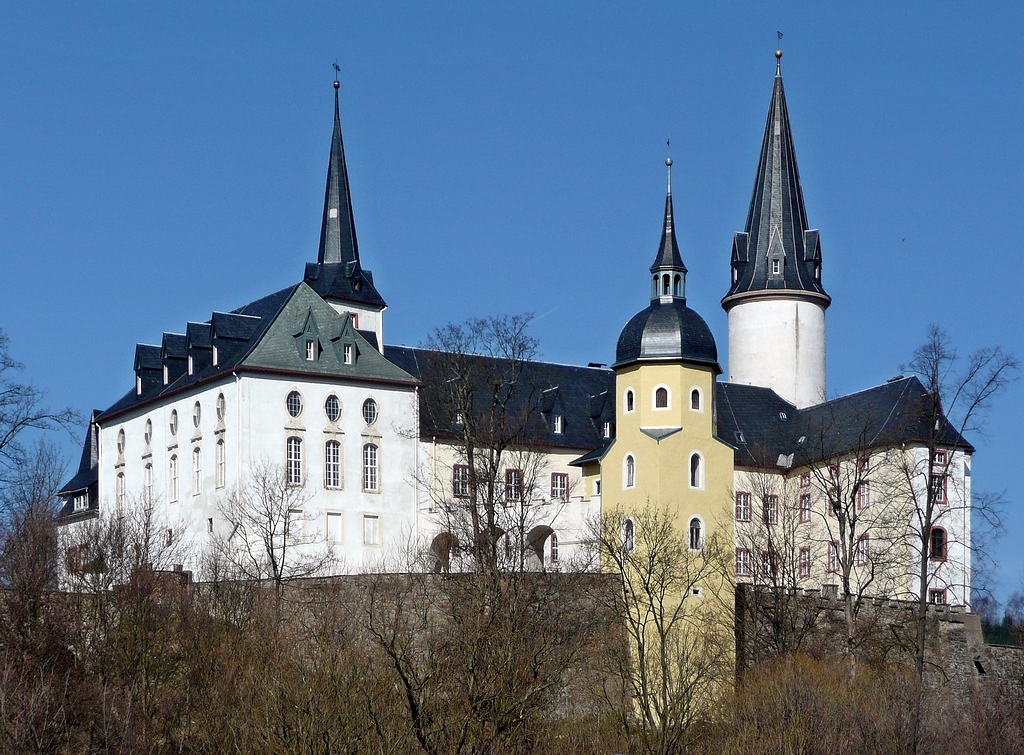
Schloss Purschenstein, Ansicht vom Flöhatal aus

Purschenstein ist ein Schloss in Neuhausen/Erzgeb. im Freistaat Sachsen, das in Mittelalter und früher Neuzeit Mittelpunkt einer gleichnamigen Herrschaft war. Es wurde im späten 12. Jahrhundert, bzw. um 1200 vermutlich von Boresch I. (Borso) gebaut, aus der slawischen Familie Hrabischitz; der Name leitet sich von Castrum Borsensteyn her und verweist auf den Leitnamen des Geschlechts (Boresch, Borso). Die damals errichtete Zoll- und Geleitsburg schützte eine der nach Böhmen führenden Salzstraßen. Dieser, auch „alter Böhmischer Steig“ genannte Fernhandelsweg verlief von Leipzig kommend am heutigen Neuhausen vorbei über den Deutscheinsiedler Sattel in Richtung Prag.

## Lage
Das Schloss liegt im Westen von Neuhausen auf einem nach Süden gerichtetem Bergsporn über dem Fluss Flöha.

## Geschichte
Die 1289 erstmals als „castrum Borsensteyn“ urkundlich erwähnte Anlage und ihre Ländereien (bezeichnet als Herrschaft Purschenstein) gelangte im 13. Jahrhundert in den Besitz der Markgrafen von Meißen. 1350 wurde die Burg als Lehen an das Geschlecht der von Riesenburg vergeben. Zwei Jahre später folgte Markgraf Friedrich der Strenge und weitere 20 Jahre später kam sie in den Besitz der Herren von Schönberg. Diese Adelsfamilie baute 1550 die Burg in ein Renaissance-Schloss um.
Im Dreißigjährigen Krieg (1642/43) wurden große Teile des Schlosses zerstört oder fielen dem Brand zum Opfer.
Das Schloss befand sich bis zu seinem Tod 1735 im Besitz des königlich-polnischen und kurfürstlich-sächsischen Kammerherrn Wolf Rudolph von Schönberg. Da dessen Witwe in zweiter Ehe Gotthelf Friedrich von Schönberg heiratete, erhob dieser Ansprüche auf Schloss Purschenstein. Dagegen prozessierten mehrere Angehörige der von Schönberg, die als Mitbelehnte ebenfalls Ansprüche auf Purschenstein erhoben.
Im 18. Jahrhundert baute der sächsische Generalpostmeister Adam Rudolph von Schönberg das Schloss weiter aus. Dabei wurde u. a. der Südflügel zwischen 1776 und 1789 zu einer barocken Kapelle umgestaltet. Mitte des 18. Jahrhunderts wurde auch der Nordflügel im barocken Stil ausgebaut.
1800 erlitt das Schloss infolge eines Blitzschlages schwere Schäden. 1842 wurde es bei einem Brand nahezu vollständig vernichtet. Wegen der Brände und Umbauten sind heute nur noch wenige Gebäudeteile der ursprünglichen Burg vorhanden, darunter der alte 42 m hohe Bergfried aus dem 13./14. Jahrhundert mit seinen 2,85 m dicken Mauern.
Nach der Enteignung der Familie von Schönberg im Jahre 1945 wurde das Schloss geplündert. Bis 1948 befand sich in dem Schloss eine Parteischule. Von 1951 bis 1955 konnte die katholische Caritas das Schloss als Kinderheim nutzen und die katholische Gemeinde hier ihre Gottesdienste feiern. Von 1955 bis 1989 wurde das Schloss als FDGB-Kulturhaus („Klubhaus der Gewerkschaften“) genutzt. Am 3. April 1989 brannten große Teile des Schlosses aus. Zwischen 1990 und 2001 erfolgte ein Wiederaufbau. Danach wurde eine Gaststätte eingerichtet und die Ausstellung der DDR-Motorradsammlung der Familie Schwarz untergebracht. Außerdem wurden Räumlichkeiten für Hochzeitsfeiern eingerichtet.
Im Jahre 2005 wurde das Schloss an den niederländischen Geschäftsmann Roelof Praagman verkauft, der es zu einer Hotelanlage der gehobenen Kategorie mit Restaurant und Wellnessbereich umbaute. Es wird von Bastiaan Praagman geführt.
Am 25. November 1968 hatte man das Schlossareal (als Burgstall der ehemaligen Burg) als Bodendenkmal eingetragen.

## Rekonstruktionsversuch der Burg
Die ehemalige Burganlage in Spornlage (Spornburg) umfasste maximal ein Areal von 170 × 50 m, wurde aber durch Schloßbau und Parkanlage verändert. Ehemals war es wohl eine dreiteilige Anlage:
- deutlich erhöht liegender Nordteil von etwa 75 × 50 m, überbaut durch das Renaissanceschloß. Dies ist der höchstliegende Anlagenteil.
- im Süden des Schlosses liegt etwa 5 m tiefer ein Areal, das um 1983 mit einer Anlage für Freiluftveranstaltungen bebaut war. Etwa 50 × 40 m groß.
- Südlich davon – nochmals 4 m tiefer – schließt ein Areal von 40 × 30 m an, welches 1983 teilweise mit Gebäuden bebaut war.

Nach Volkmar Geupel waren die genannten Areale im Mittelalter von Burgteilen bebaut. An der NW-, W- und SO-Seite des nördlichen Kernwerkes waren 1983 Reste eines (ehemals umlaufenden?) Grabens von 8–10 m Breite und 2 m Tiefe sichtbar. Vor genanntem Graben lag an NW- und W-Seite ein Außenwall von etwa 8 m Breite. Durch Einebnungen / Planierungen / Verfüllung waren die Befunde schon 1983 nicht mehr völlig sicher feststellbar.

## Persönlichkeiten
- Heinrich von Schönberg (1549–1616), kursächsischer Rat und Amtshauptmann
- Wolf Rudolph von Schönberg (1668–1735), königlich-polnischer und kurfürstlich-sächsischer Kammerherr und Amtshauptmann
- Hans Eberhard von Schönberg (1839–1883), Rittergutsbesitzer und Politiker

## Galerie

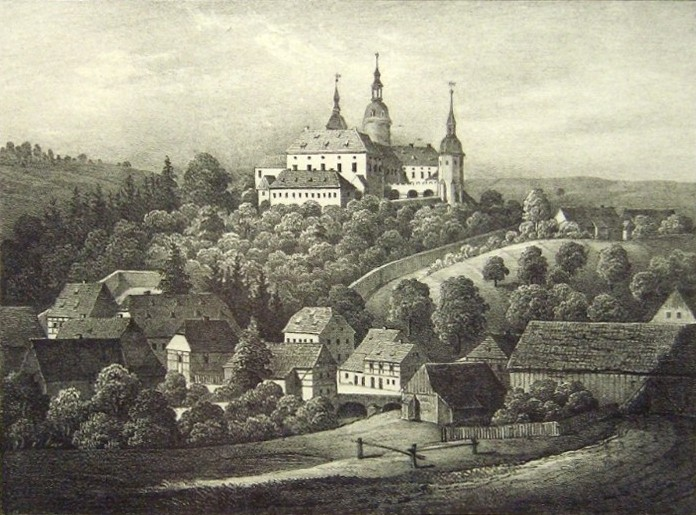
Historische Ansicht des Schlosses (um 1841)
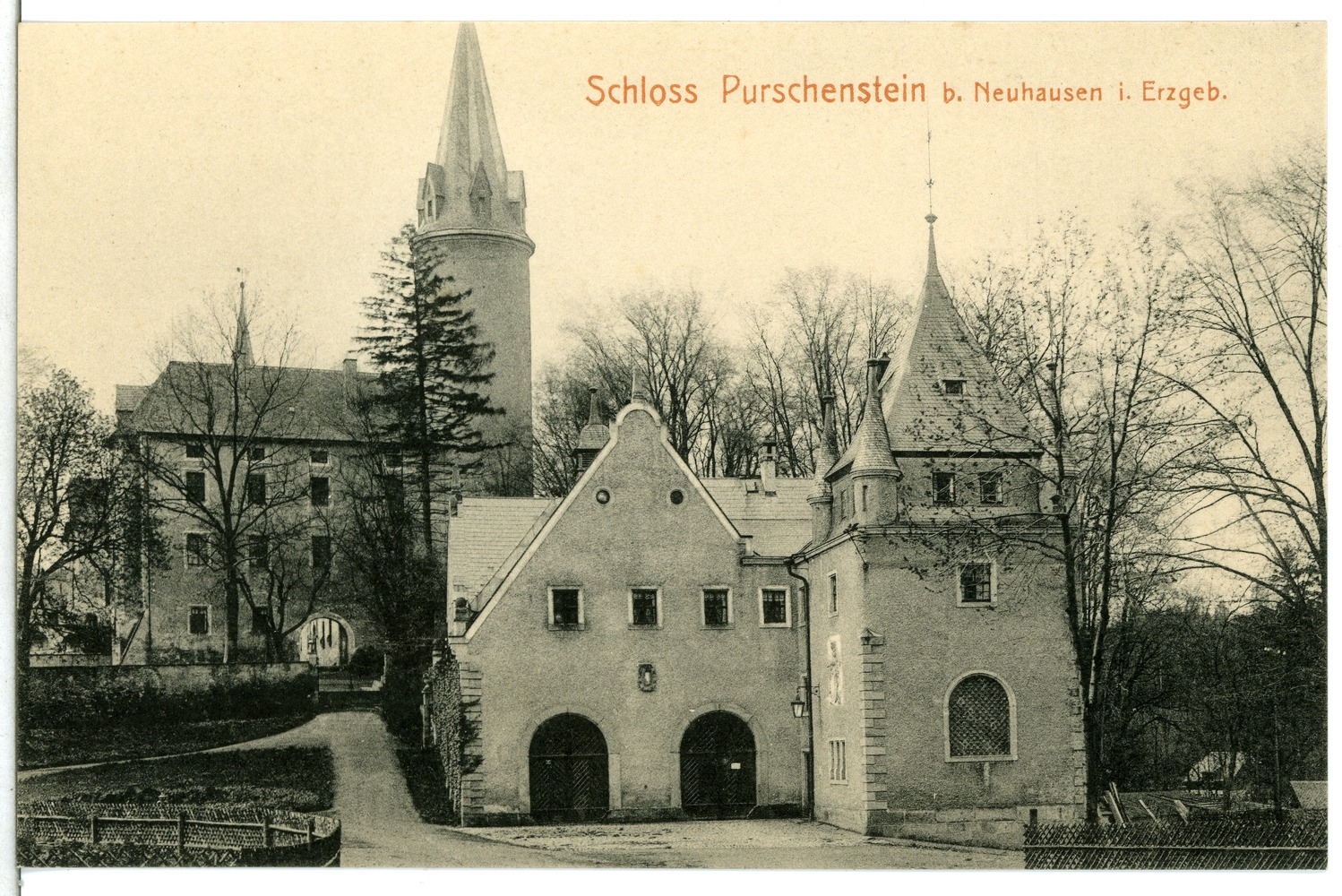
Historische Ansicht von Norden (1912)
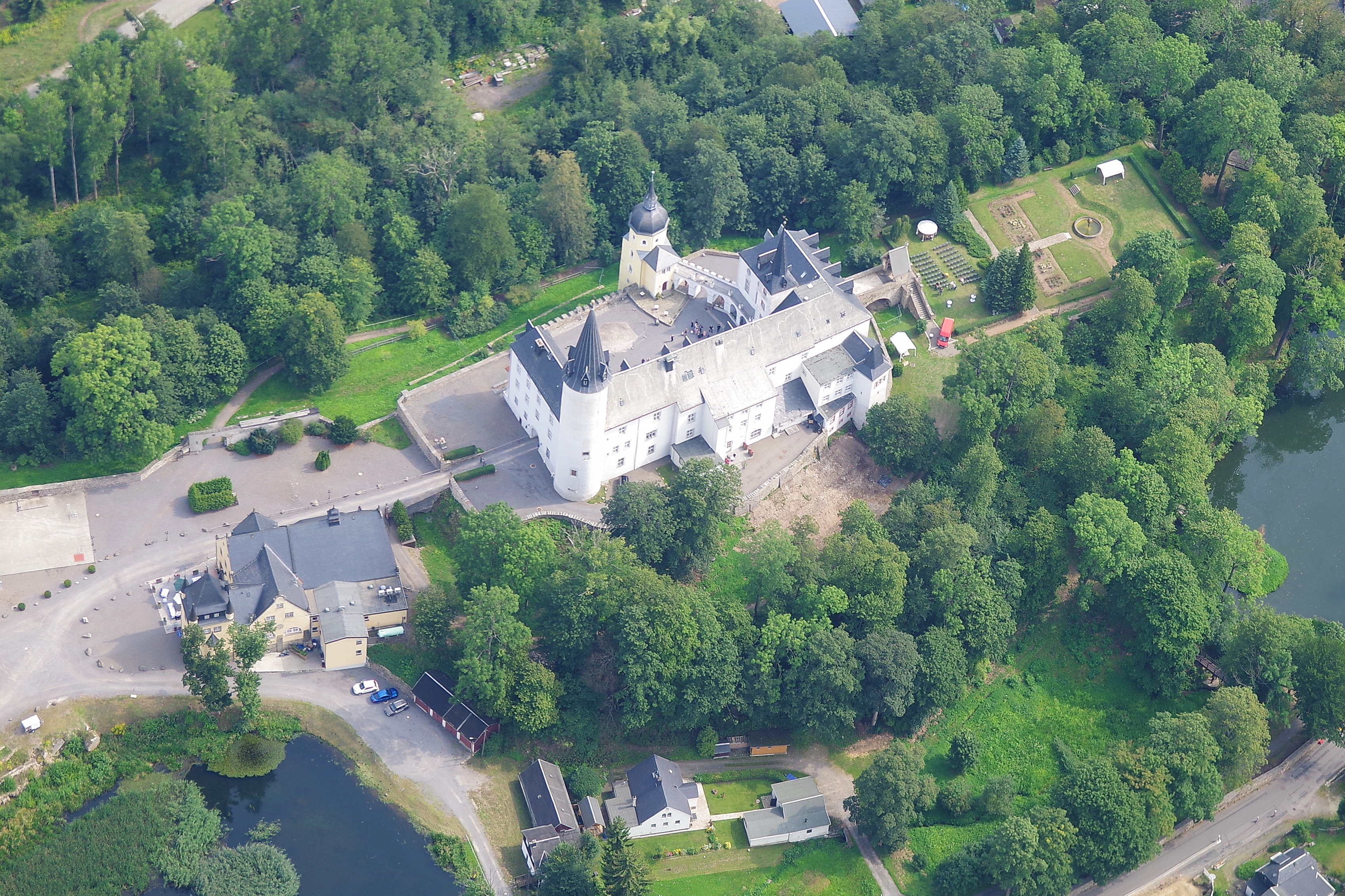
Luftaufnahme der Gesamtanlage
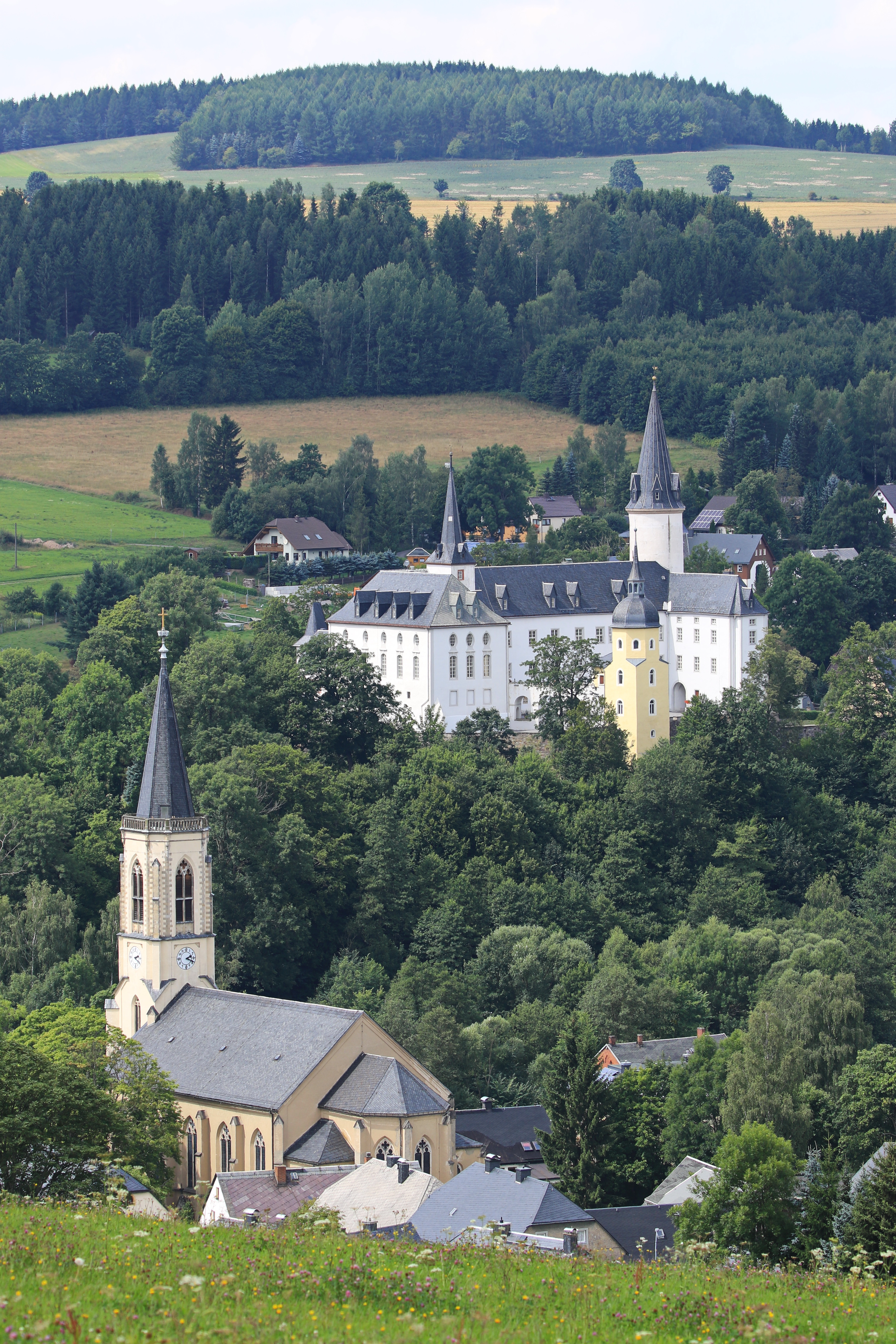
Ansicht vom Hang des Schwartenberges mit der Neuhausener Stadtkirche im Vordergrund
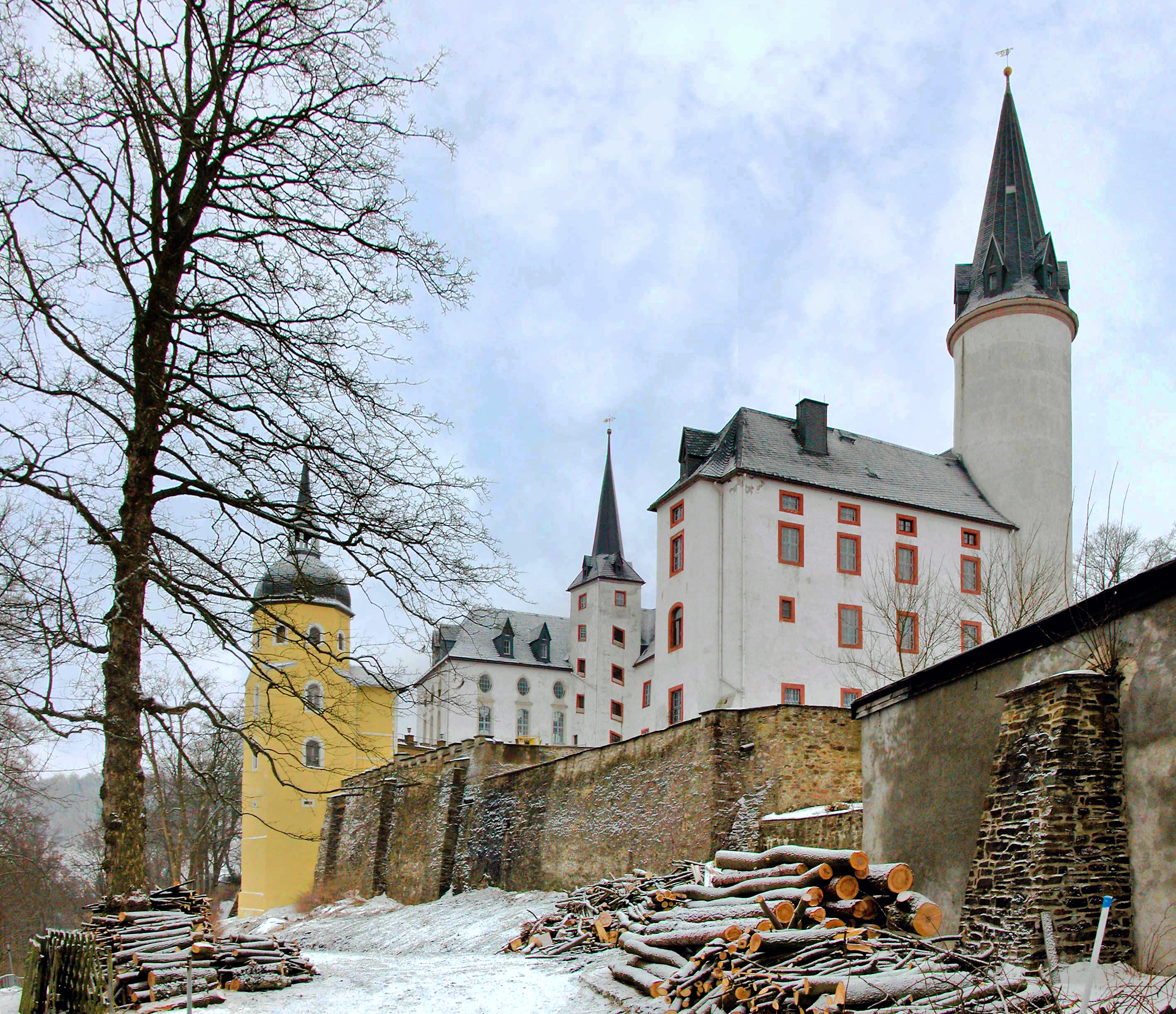
Ansicht von Nordosten mit der Schlosskapelle (links)
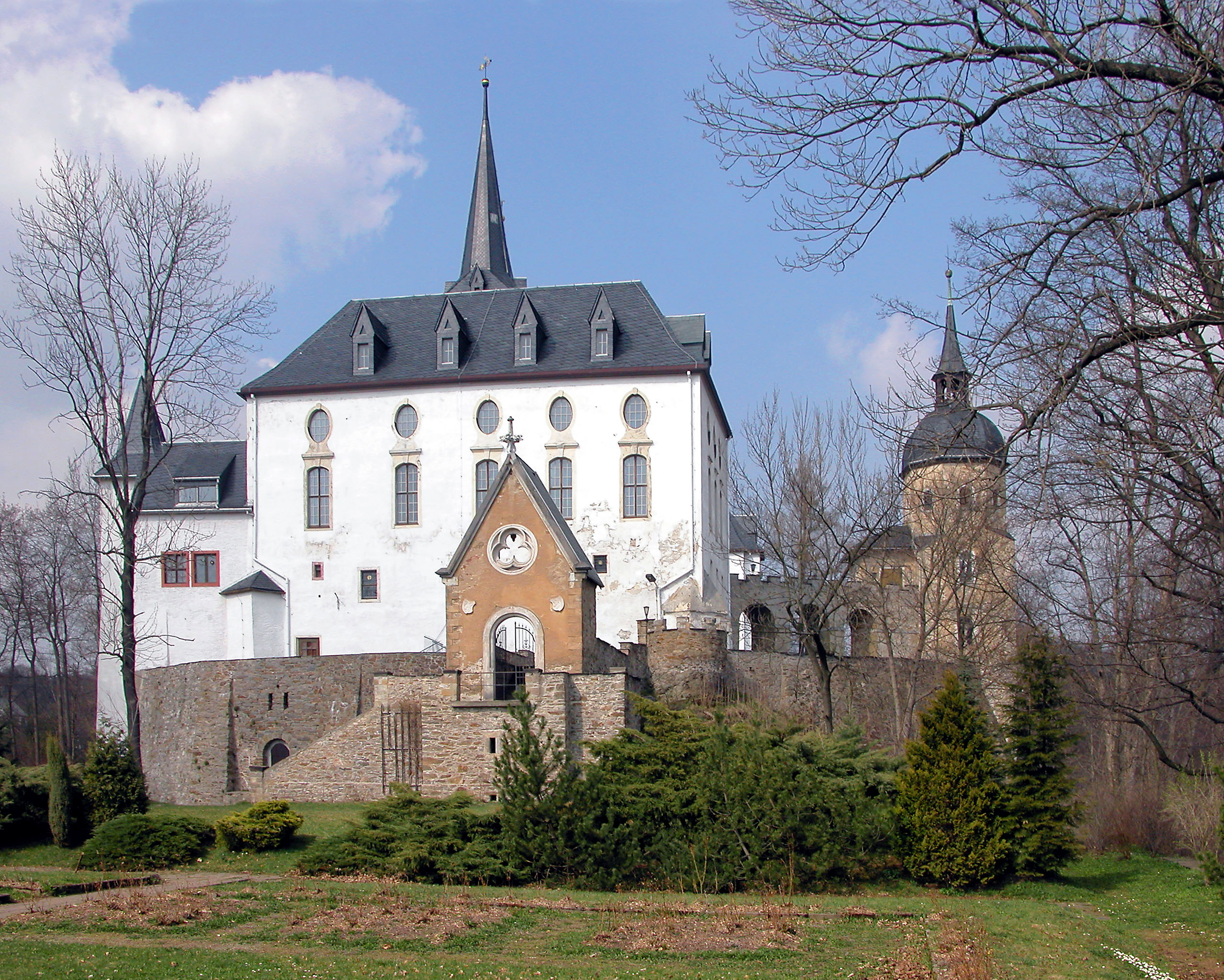
Blick auf den Südflügel
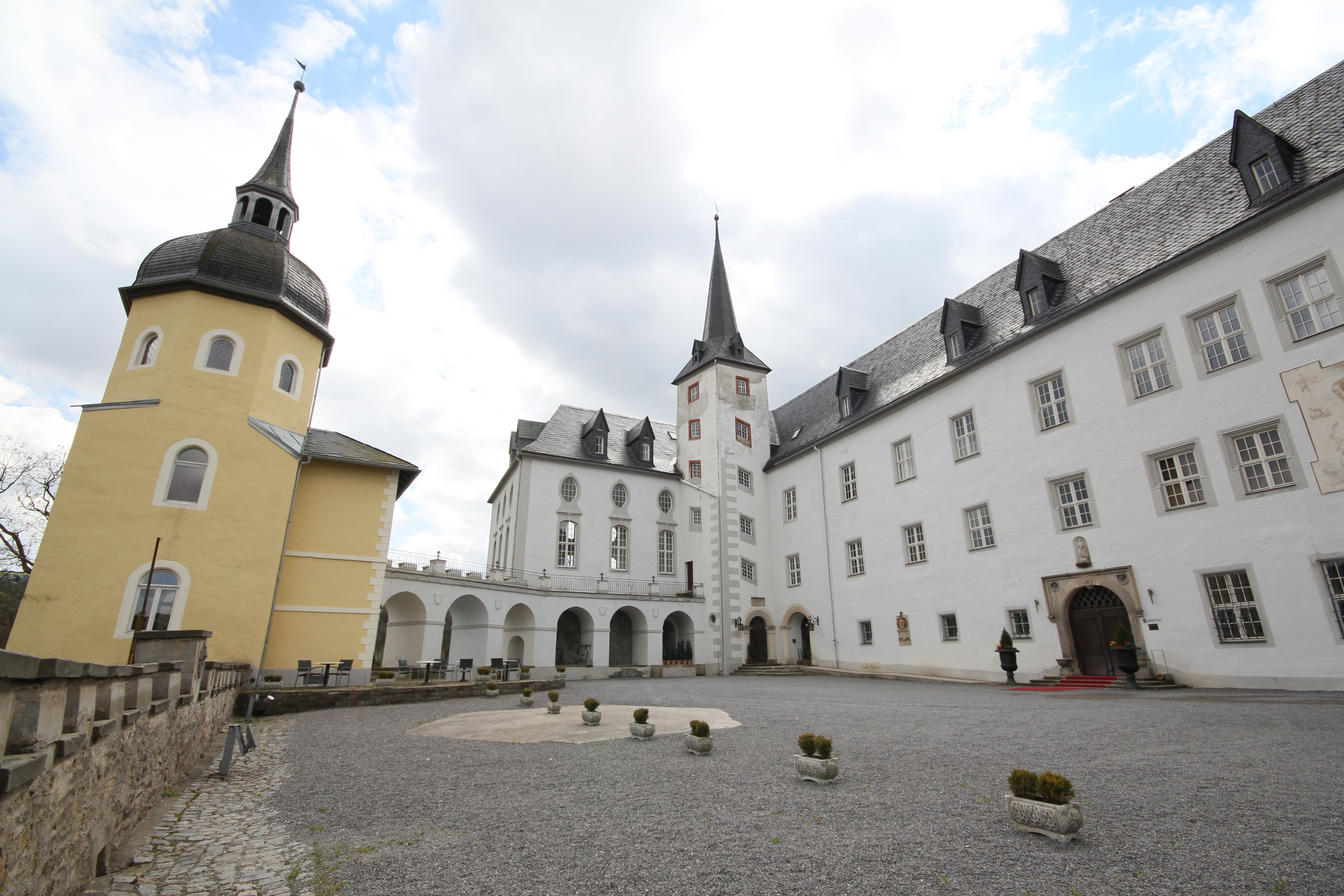
Schlosshof mit Schlosskapelle (links)
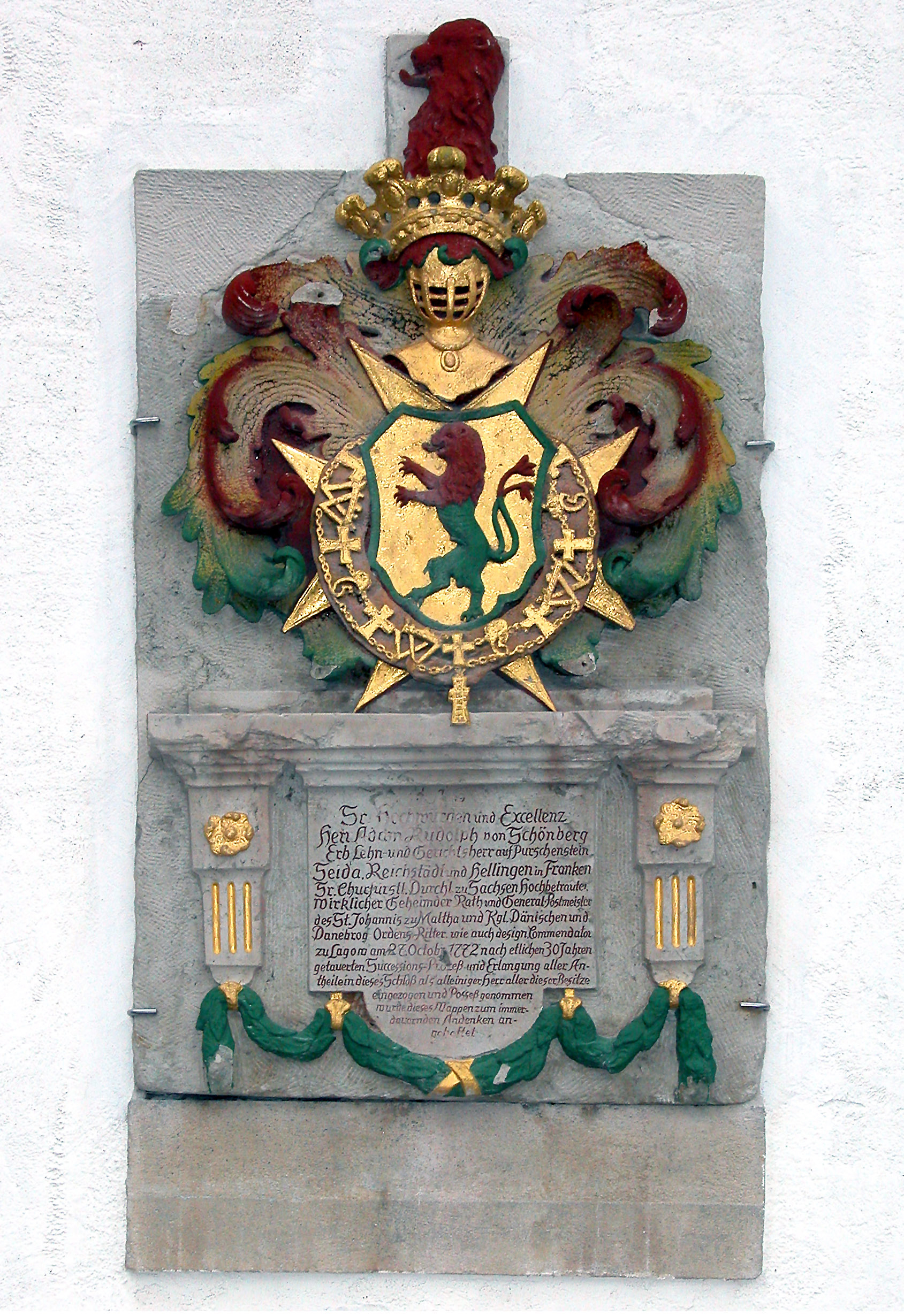
Wappen Adam Rudolph von Schönberg (1772)
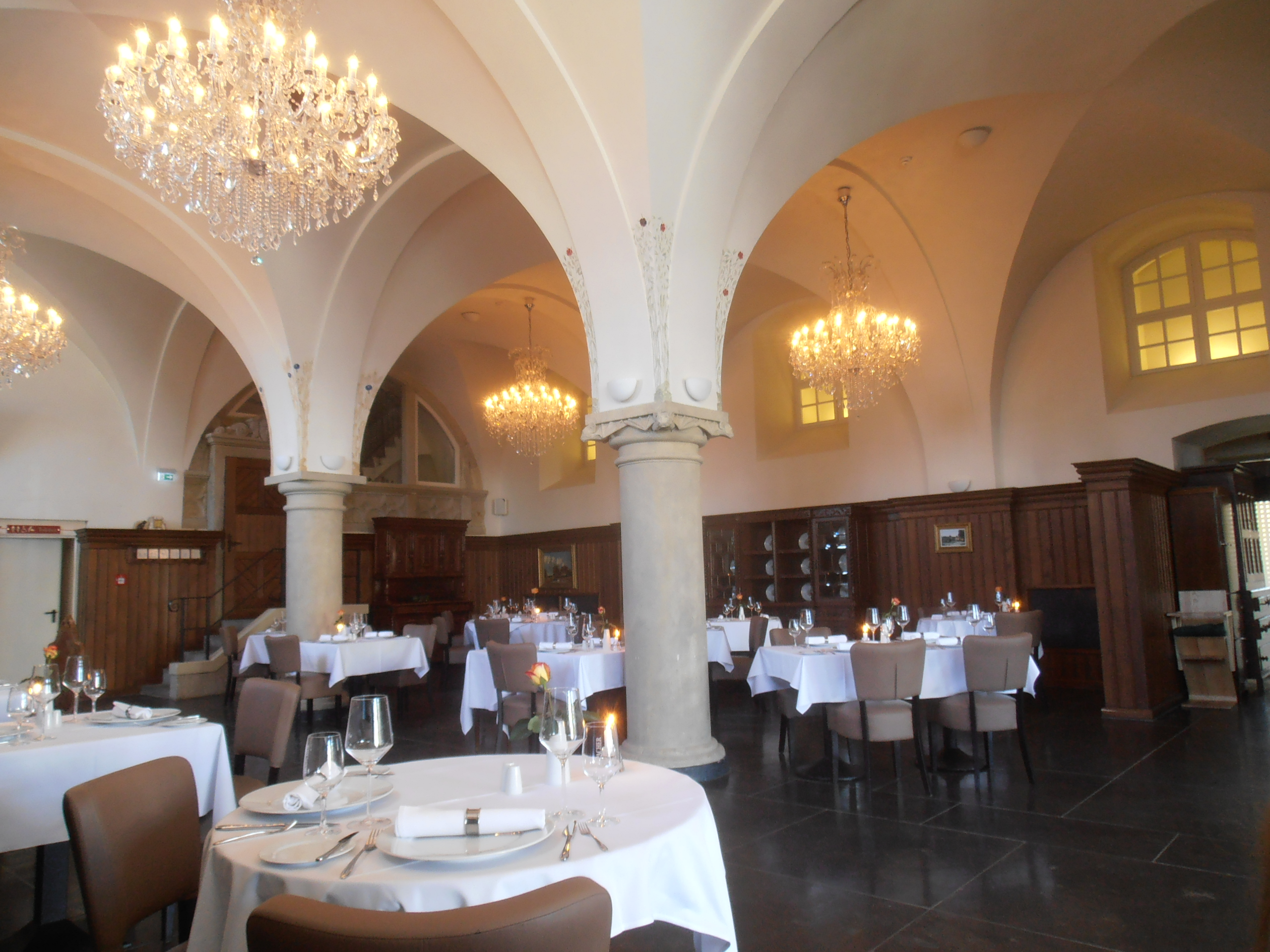
Remise von Schloss Purschenstein, heute Restaurant